# Центральная пермская синагога
Центральная пермская синагога находится в Перми на Екатерининской улице в Ленинском районе города.

## История
Еврейская община проживала в Перми с 1850 г. и к 1877 г. она уже располагала своим молельным домом — его деревянное здание находилось на месте современной синагоги.
В 1912 г. строительная управа городской управы Перми одобрила проект возведения каменной синагоги на месте деревянного молельного дома. Сохранились два варианта проектов — проект чертёжно-строительного бюро В. Е. Гладких и проект неизвестного авторства. Каменное здание синагоги было возведено в 1913 г.
В ноябре 1929 г. синагога была закрыта властями. Здесь некоторое время располагался организованный в 1927 г. Пермский театр рабочей молодёжи (ныне Пермский академический Театр-Театр), затем поочерёдно в её здании работали Энергосбыт, другие организации, и, наконец, Пермский научный центр УрО РАН СССР. В 1994 г. здание синагоги было возвращено верующим. Здесь же находятся Иудейское религиозное общество г. Перми и арендующая первый этаж коммерческая организация.

## Архитектурное решение
Здание синагоги является двухэтажным и вытянутым в глубину. Фасад состоит из основной и пониженной частей. Основная часть выполнена из трёх частей — центра и примыкающих к нему двух ризалитов. Ранее ризалиты были по проекту увенчаны куполами, впоследствии утраченными. В пониженной восточной части здания находится лестничная клетка, ведущая на второй этаж. Оконные проёмы сделаны прямоугольными, а в центре основной части они тройные. Сами окна имеют простые наличники. Над молельным залом и широкой каменной лестницей, украшенной чугунными балясинами, смонтированы кессонированные перекрытия.